# Hiroki Akino
 (août 2025).
Hiroki Akino (秋野 央樹, Akino Hiroki) est un footballeur japonais né le 8 octobre 1994 à Inzai (Préfecture de Chiba). Il évolue au poste de milieu de terrain.

## Biographie

### En club
Il participe à la Ligue des champions d'Asie avec le club du Kashiwa Reysol.

### En équipe nationale
Avec l'équipe du Japon des moins de 17 ans, il participe à la Coupe du monde des moins de 17 ans en 2011. Lors du mondial junior, il joue quatre matchs. Il inscrit un but contre l'Argentine. Le Japon est éliminé en quart de finale par le Brésil.
Il dispute ensuite les Jeux asiatiques de 2014. Le Japon est éliminé en quart de finale par la Corée du Sud.